# Parkuhr

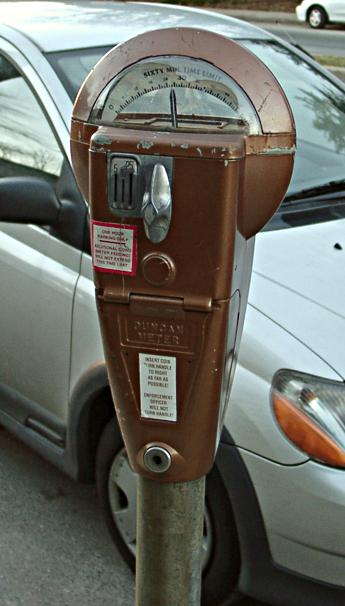
Eine US-amerikanische Parkuhr

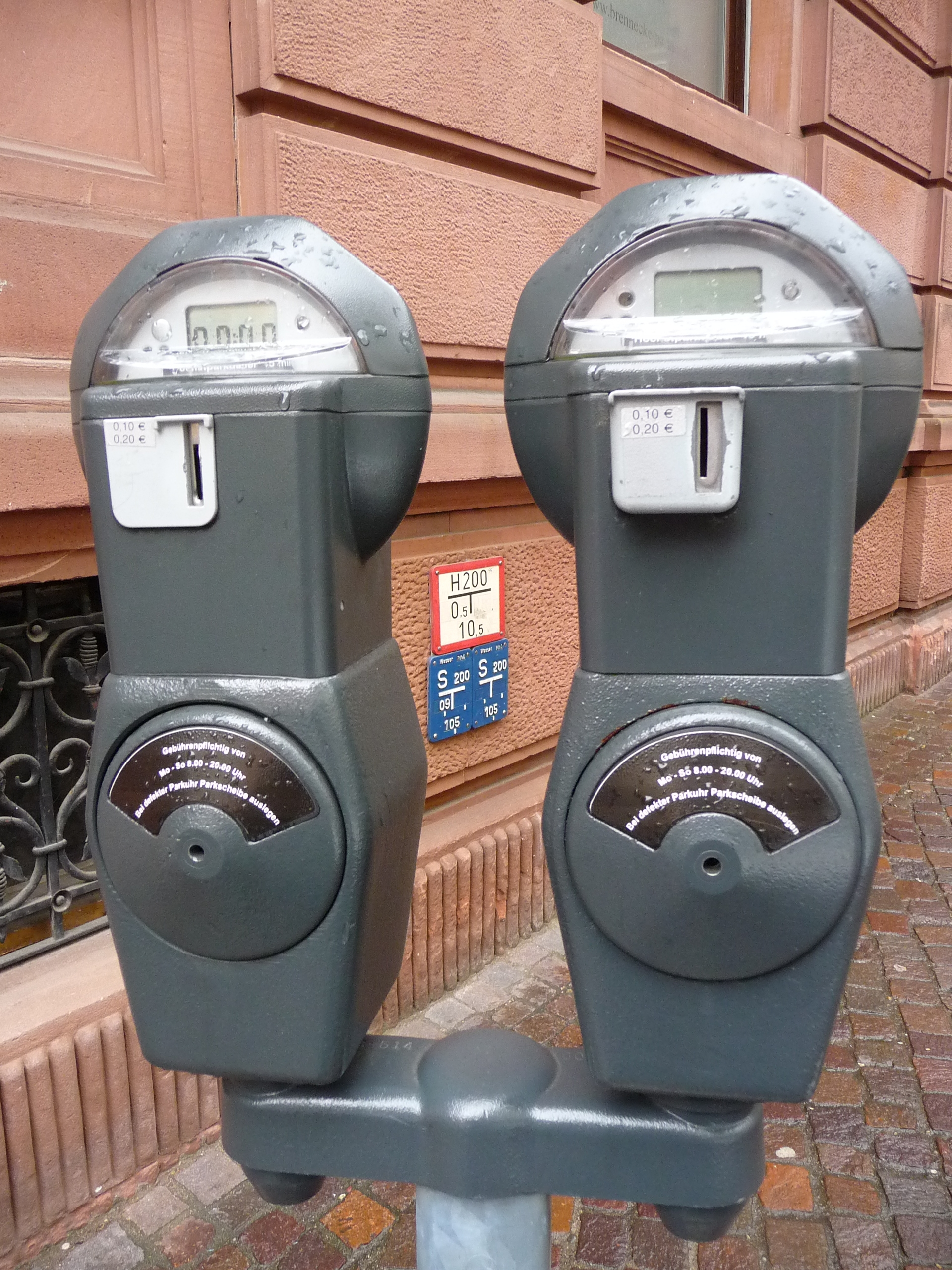
Parkuhren in Baden-Baden 2009

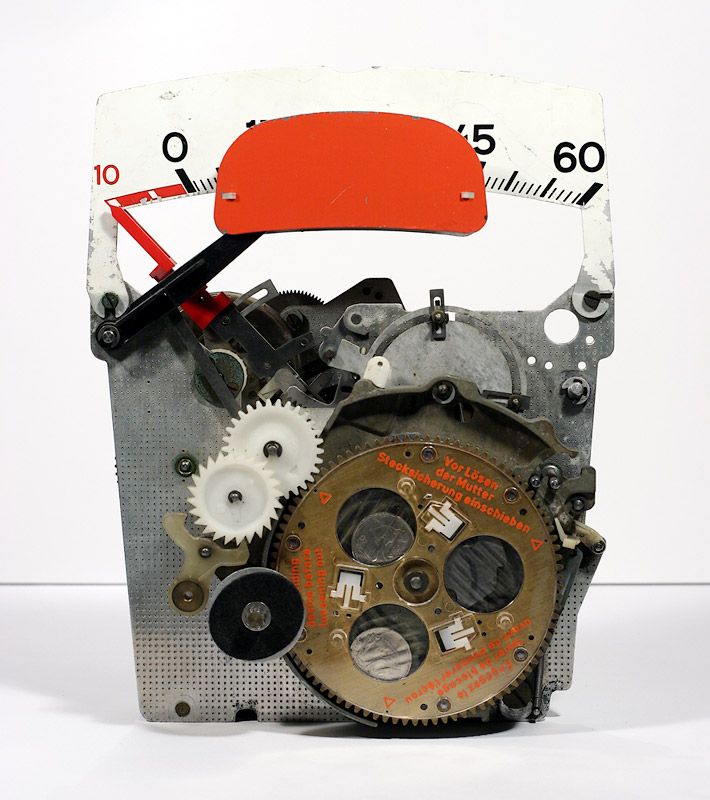
Innenleben einer Parkuhr

Eine Parkuhr (seltener auch Parkometer genannt) ist eine Säule mit einer mechanischen oder digitalen Uhr, die die verbleibende zulässige Parkzeit anzeigt. Sie ist am Rand eines Parkplatzes aufgestellt. Mit dem Einwurf von Münzen (Parkgroschen) oder neuerdings auch mit dem Versenden einer SMS bezahlt man die Gebühr für eine bestimmte Parkzeit, die dann von der Uhr heruntergezählt wird.
Parkuhren wurden eingeführt, um bei knappen Parkflächen gebührenpflichtiges Parken – meist maximal zwei Stunden – automatisiert zu ermöglichen bzw. das Dauerparken einzuschränken. Insbesondere in den meisten Innenstädten und Hauptgeschäftsstraßen fanden sich bis etwa um die Jahrtausendwende massenhaft Parkuhren. Heute sind sie weitgehend durch Parkscheinautomaten ersetzt. Diese können im Gegensatz zur Parkuhr einen Stellplatz mehrfach verkaufen, während die Restparkzeit an der Parkuhr von einem Nachfolger genutzt werden kann.

## Geschichte

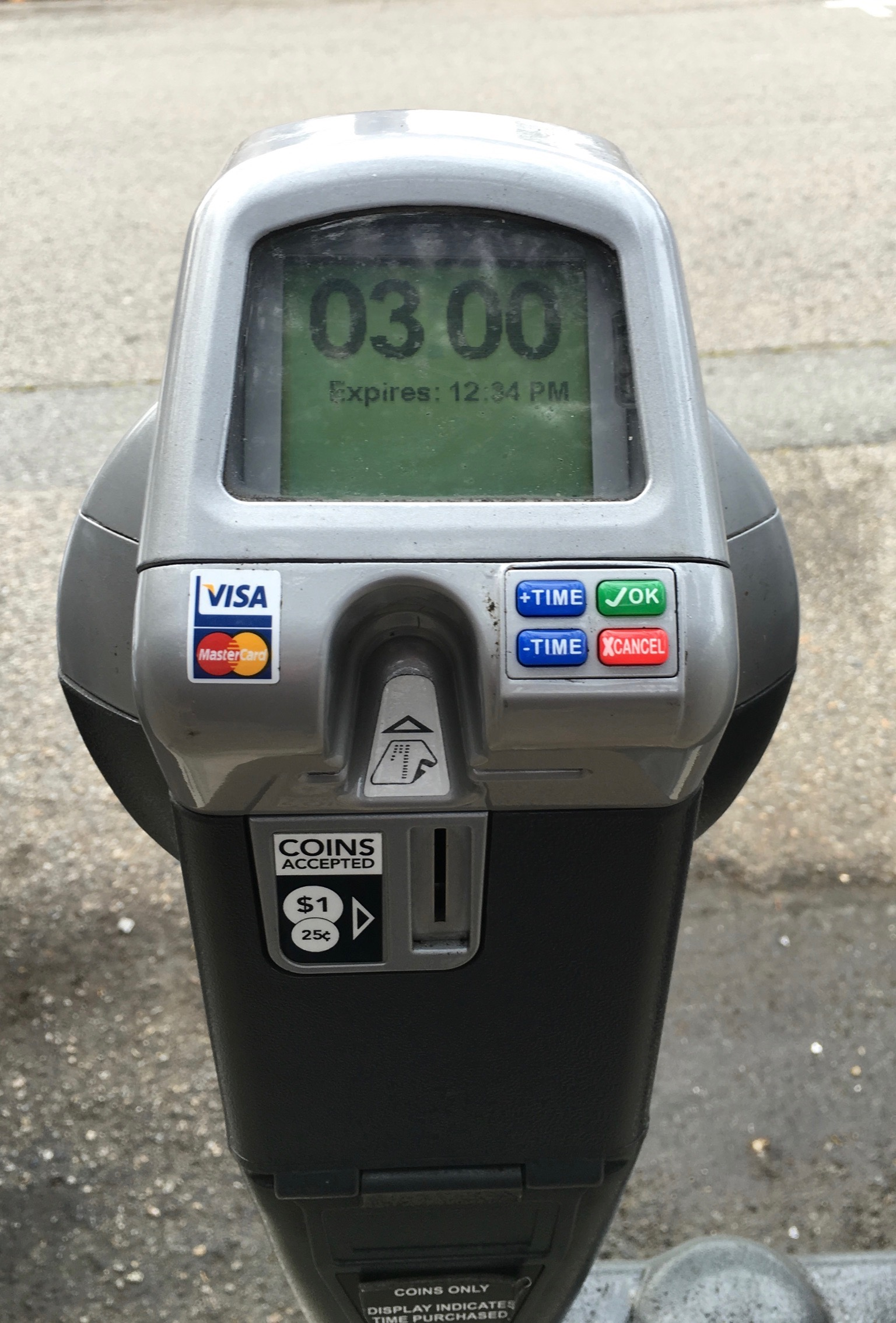
Parkuhr mit Kreditkartenzahlungsfunktion

Erfinder der Parkuhr ist vermutlich der Amerikaner Carlton Cole Magee in North Dakota, der am 13. Mai 1935 ein Patent für ein münzgesteuertes Parkmessgerät (coin controlled parking meter) einreichte. Das Patent Nr. 2.118.318 wurde allerdings erst am 24. Mai 1938 erteilt. Die erste Parkuhr wurde am 16. Juli 1935 in Oklahoma City (USA) aufgestellt und erhielt den Namen „Schwarze Maria“. In Europa wurden 1952 in Basel die ersten Parkuhren aufgestellt.
Am 4. Januar 1954 wurden in Duisburg als erster Stadt in Deutschland zwanzig sogenannte „Parkographen“  am König-Heinrich-Platz installiert. Hergestellt wurden die Geräte von der Firma Roberto Ehrismann (heute Roberit AG) aus Lugano. In Deutschland begannen noch 1952 die Firmen Telefonbau und Normalzeit in Frankfurt am Main, die Kienzle Apparate GmbH in Villingen und die Deutsche Parkometer GmbH in Hannover mit der Produktion von Parkuhren.
1954 gab es in der Bundesrepublik Deutschland noch keine rechtliche Regelung, Autofahrer zum Bezahlen von Parkgebühren zu zwingen. Es war umstritten, ob Parkuhren mit dem deutschen Verkehrsrecht vereinbar waren. Am 1. Mai 1956 wurde die Straßenverkehrsordnung geändert und Parkuhren somit rechtlich legitimiert.
1954 konnte in Duisburg noch für einen Groschen eine Stunde lang geparkt werden. Im Jahr 2014 erbrachte die Parkraumbewirtschaftung 2,5 Millionen Euro. 
Ab den 1990er Jahren wurden in Deutschland immer mehr Parkuhren durch Parkraumbewirtschaftungszonen mit Parkscheinautomaten ersetzt. Mit Einführung des Euro 2002 wurden die meisten „Groschengräber“ abgebaut, sodass sie heute nur noch sehr selten an öffentlichen Parkplätzen zu finden sind.